# Biblioteca Apostólica Vaticana
La Biblioteca Apostólica Vaticana (Bibliotheca Apostolica Vaticana, en latín) es la biblioteca de la Santa Sede, ubicada en Ciudad del Vaticano. Lleva el nombre de "apostólica", porque es una institución que, desde su fundación, es considerada la "Biblioteca del Papa", ya que le pertenece directamente. Es una de las más antiguas bibliotecas del mundo y custodia una muy importante colección de textos históricos.
Los expertos dividen en cinco etapas la historia de la biblioteca:
- Pre-Laterana: los inicios de la biblioteca, correspondientes a la primera etapa de la historia de la Iglesia, antes de que se instalase en el Palacio de Letrán. Muy pocos libros corresponden a esta etapa.
- Laterana. Se inicia cuando libros y manuscritos se guardaron en el Palacio de Letrán, y se prolonga hasta finales del siglo XIII, durante el papado de Bonifacio VIII.
- Aviñón. Durante este período tuvo lugar un importante crecimiento de las colecciones de libros y archivos de los papas que residieron en Aviñón, entre la muerte de Bonifacio VIII y 1370, cuando retornó a Roma la sede papal.
- Pre-Vaticana. Entre 1370 y 1447 la biblioteca se dispersó, quedando partes en Roma, en Aviñón y en otros lugares.
- Vaticana. Etapa actual, iniciada en 1448, cuando la biblioteca se trasladó al Vaticano.

## Historia
El papa Nicolás V fundó la biblioteca en 1448 reuniendo unos 350 códices griegos, latinos y hebreos heredados de sus antecesores con sus propias adquisiciones, entre las que estaban varios manuscritos de la biblioteca imperial de Constantinopla. La fundación propiamente dicha tuvo lugar cuando Sixto IV, con la bula Ad decorem militantis Ecclesiae (15 de junio de 1475), le asignó un presupuesto y nombró bibliotecario a Bartolomeo Platina, quien elaboró un primer catálogo en 1481. La biblioteca poseía entonces más de 3500 manuscritos, lo que la convertía de lejos en la mayor del mundo occidental. Hacia 1587, el papa Sixto V encargó al arquitecto Domenico Fontana que construyera un nuevo edificio para albergar la biblioteca, el que se utiliza todavía. 
A comienzos del siglo XVII se segregó de la biblioteca el Archivo Apostólico Vaticano. En 1623, la Biblioteca Palatina de Heidelberg, que contenía unos 3500 manuscritos, fue donada a la Biblioteca Vaticana por Maximiliano I, duque de Baviera, en agradecimiento por el apoyo que le había prestado el papa Gregorio XV durante la guerra de los Treinta Años. En 1657 se adquirieron también los manuscritos de la casa ducal de Urbino. 

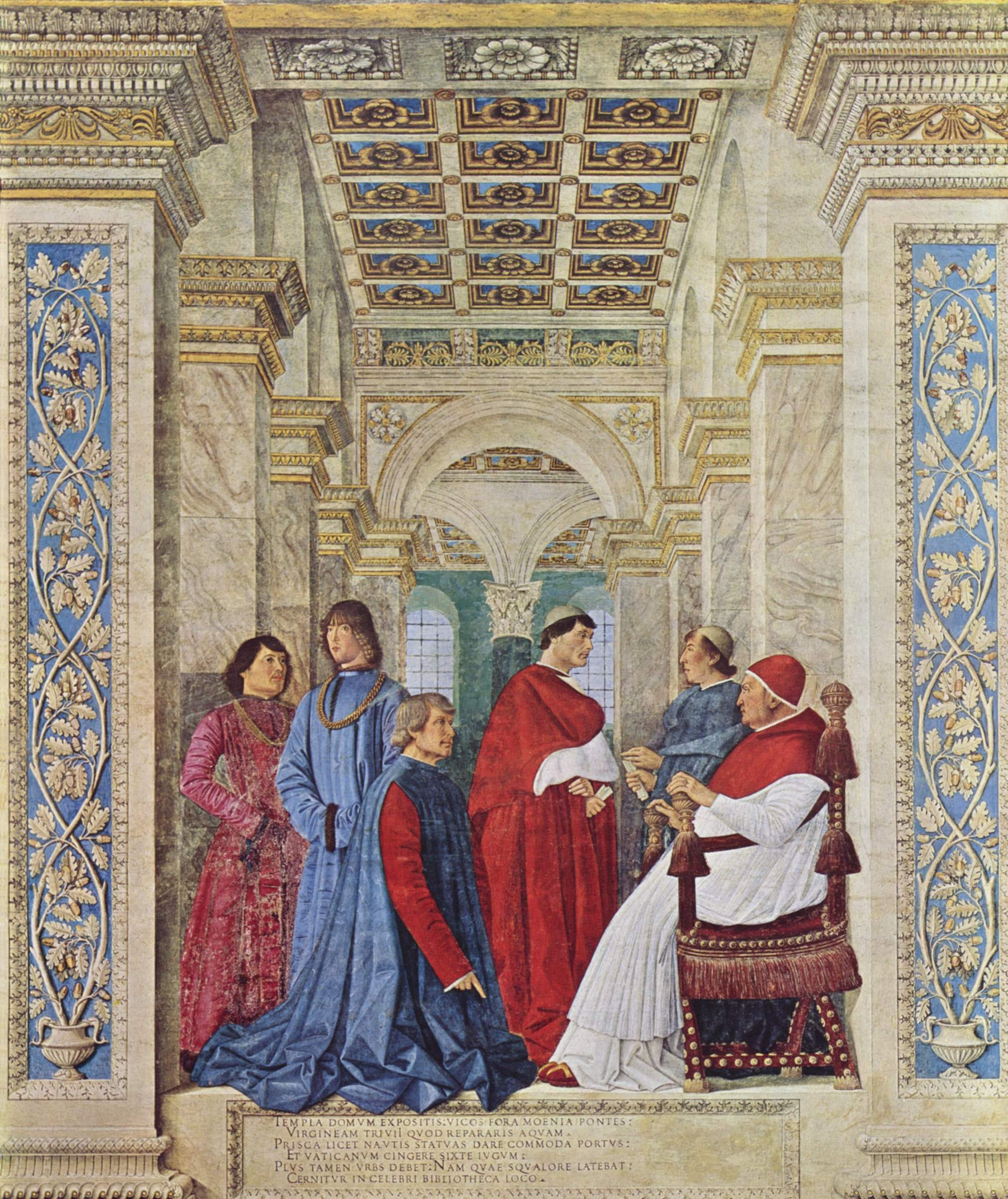
El papa Sixto IV nombra a Bartolomeo Platina prefecto de la Biblioteca Vaticana, fresco de Melozzo da Forlì, c. 1477 (Museos Vaticanos).

En 1661 el intelectual griego León Alacio se convirtió en bibliotecario. En 1689 se incorporaron a la biblioteca las colecciones de la reina Cristina de Suecia. 
Durante el siglo XVIII, la biblioteca se enriqueció también con nuevas adquisiciones y surgió el primer proyecto de publicar un catálogo completo de los manuscritos de la biblioteca. Sin embargo, solo llegaron a publicarse tres de los veinte volúmenes proyectados. A finales del siglo algunos libros debieron ser entregados como tributo de guerra a la Francia napoleónica, si bien la mayoría fueron restituidos con la derrota de Napoleón, en 1815.

## Períodos históricos
Tradicionalmente, los eruditos han dividido la historia de la biblioteca en cinco períodos, Pre-Laterano, Laterano, Aviñón, Pre-Vaticano y Vaticano.

### Prelaterano
El periodo prelaterano, que comprende los primeros tiempos de la biblioteca, se remonta a los primeros tiempos de la Iglesia. Sólo se conservan unos pocos volúmenes de este periodo, aunque algunos son muy significativos.

### En Letrán
La época de Letrán comenzó cuando la biblioteca se trasladó al Palacio de Letrán y duró hasta finales del siglo XIII y el reinado del papa Bonifacio VIII, que murió en 1303, momento en el que poseía una de las colecciones de manuscritos iluminados más notables de Europa. Sin embargo, en ese año, el palacio de Letrán fue incendiado y la colección saqueada por Felipe IV de Francia.

### En Aviñón
El periodo de Aviñón tuvo lugar durante el Papado de Aviñón, cuando siete papas sucesivos residieron en Aviñón, Francia. En este periodo se produjo un gran crecimiento en la colección de libros y en el mantenimiento de registros por parte de los papas en Aviñón, entre la muerte de Bonifacio y la década de 1370, cuando el papado regresó a Roma.

### Antes del establecimiento en el Vaticano
El periodo pre-vaticano abarca desde aproximadamente 1370 hasta 1447. La biblioteca estuvo dispersa durante este tiempo, con partes en Roma, Aviñón y otros lugares. El papa Eugenio IV poseía 340 libros en el momento de su muerte.

### En el Vaticano
Hoy la biblioteca custodia más de 1 600 000 libros antiguos y modernos, de los cuales 8300 son incunables, más de 150 000 manuscritos y documentos de archivos sin contar 100 000 documentos impresos y fragmentos, 300 000 monedas y medallas y 20 000 objetos de arte. 
El Archivo Apostólico Vaticano, que fue separado de la biblioteca a comienzos del XVII, contiene unos 150 000 volúmenes. 
Entre los más importantes manuscritos de la biblioteca está el Codex Vaticanus, el más antiguo manuscrito completo de la Biblia. La Historia Secreta de Procopio se descubrió en esta biblioteca, y se publicó en 1623. También se encontró en ella uno de los tres cancioneros conocidos de la lírica galaicoportuguesa, el llamado Cancionero de la Biblioteca Vaticana. Custodia asimismo las actas originales del proceso de Galileo, un manuscrito autógrafo de santo Tomás de Aquino y las cartas originales del caso de Martín Lutero. 
Desde el 20 de septiembre de 2010 y tras distintas reparaciones que la mantuvieron cerrada al público durante tres años, la Biblioteca reabrió al público.

## El Códice Vaticano
En la Biblioteca Vaticana se conserva el Codex Vaticanus (Códice Vaticano 1209), uno de los más antiguos manuscritos griegos de la Biblia, que se encuentra allí al menos desde el siglo XV. Es un códice del siglo IV que contiene casi en su totalidad el texto bíblico.

## Organización de la biblioteca

### Catálogo
Originalmente, la colección se organizaba mediante cuadernos que se utilizaban para indexar los manuscritos. Cuando la colección creció a más de unos pocos miles, se utilizaron listas de estantes. El primer sistema de catálogo moderno se puso en marcha bajo el Padre Franz Ehrle entre 1927 y 1939, utilizando el sistema de catálogo en fichas de la Biblioteca del Congreso de Estados Unidos. Ehrle también puso en marcha el primer programa para tomar fotografías de obras importantes o raras. El catálogo de la biblioteca se actualizó aún más por el reverendo Leonard E. Boyle cuando fue informatizado a principios de 1990.

### Lectura y préstamo

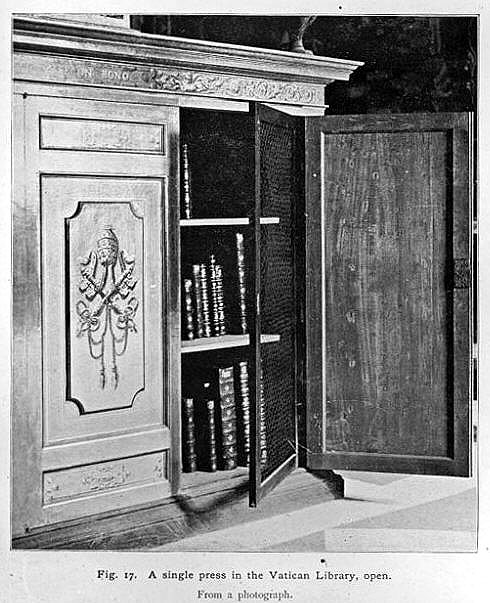
Estantería en la Biblioteca Vaticana.

Históricamente, en la época del Renacimiento, la mayoría de los libros no se almacenaban en estanterías, sino en bancos de madera con mesas adosadas. Cada banco estaba dedicado a un tema específico. Los libros estaban encadenados a estos bancos, y si un lector sacaba un libro, la cadena permanecía unida a él. Hasta principios del siglo XVII, los académicos también podían tomar libros prestados. En el caso de los libros importantes, el propio Papa emitía un recordatorio. Los privilegios de uso de la biblioteca podían retirarse por infringir las normas de la casa, por ejemplo, por subirse a las mesas. El más famoso Giovanni Pico della Mirandola perdió el derecho a usar la biblioteca cuando publicó un libro de teología que la curia papal no aprobó. En la década de 1760, un proyecto de ley emitido por Clemente XIII restringió fuertemente el acceso a los fondos de la biblioteca.
A la Biblioteca Vaticana pueden acceder 200 estudiosos a la vez, y acoge entre 4.000 y 5.000 estudiosos al año, en su mayoría académicos que realizan investigaciones de posgrado.

## Localización y edificio

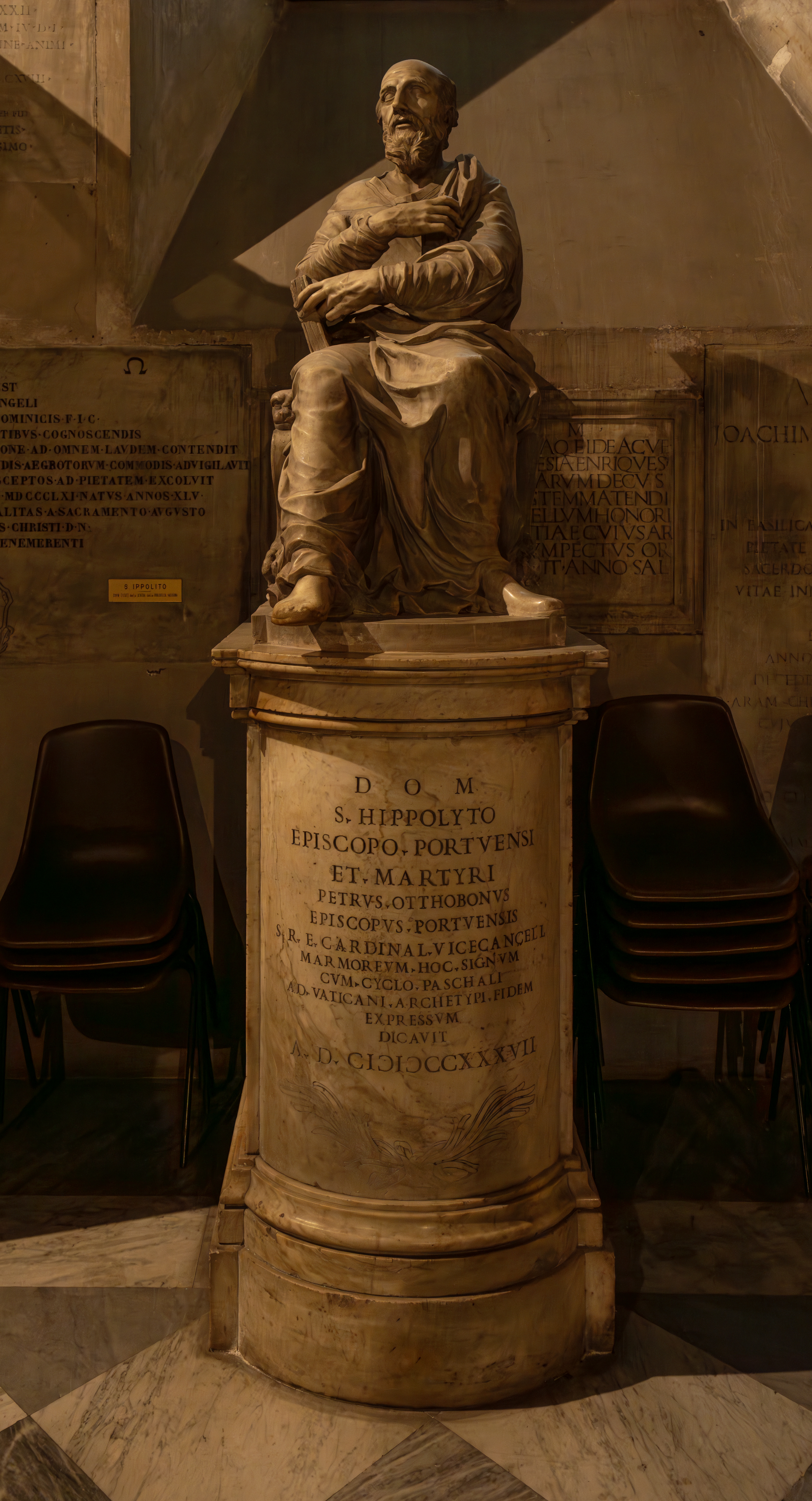
Antigua escultura romana, tal vez de San Hipólito de Roma, hallada en 1551 en Via Tiburtina, Roma, y actualmente en la Biblioteca Vaticana.

La biblioteca se encuentra dentro del Palacio Vaticano, y se accede a ella por el Patio del Belvedere. Cuando el papa Sixto V (1585-1590) encargó la ampliación y el nuevo edificio de la Biblioteca Vaticana, hizo construir un ala de tres pisos justo enfrente del Cortile del Belvedere de Bramante, dividiéndolo así en dos y cambiando significativamente la obra de Bramante. Al pie de una gran escalinata, una gran estatua de Hippolytus decora el vestíbulo de La Galea.
En el primer semisótano hay una sala de papiros y un almacén de manuscritos. En la primera planta se encuentra el laboratorio de restauración, y en la segunda planta está el archivo fotográfico.
La biblioteca cuenta con 42 kilómetros (26,1 mi) de estanterías.
La biblioteca cerró por reformas el 17 de julio de 2007 y reabrió sus puertas el 20 de septiembre de 2010. La renovación, que duró tres años y costó 9 millones de euros, supuso el cierre completo de la biblioteca para instalar salas climatizadas.
Su actual Director es José Tolentino Cardinal de Mendoça. 

### Arquitectura y arte
En la Sala di Consultazione o sala principal de consulta de la Biblioteca Vaticana se alza una estatua de Santo Tomás de Aquino (c. 1910), esculpida por Cesare Aureli. Una segunda versión de esta estatua (c. 1930) se encuentra bajo el pórtico de entrada de la Pontificia Universidad de Santo Tomás de Aquino, Angelicum. Esta escultura se describe con las siguientes palabras: "Santo Tomás sentado, en la mano izquierda sostiene el libro de la Summa theologica, mientras extiende la mano derecha en el acto de proteger la Ciencia Cristiana. Así pues, no se sienta en la silla de un médico, sino en el trono de un protector soberano; extiende el brazo para tranquilizar, no para demostrar.  Lleva el birrete doctoral en la cabeza y, conservando su tipo tradicional, revela en su rostro y en su actitud al hombre profundamente erudito. El autor no se inspiró en ninguna otra obra que existiera sobre el tema, por lo que tuvo, puede decirse, que crear este tipo, y fue original y feliz en su creación." 

## Galería de posesiones

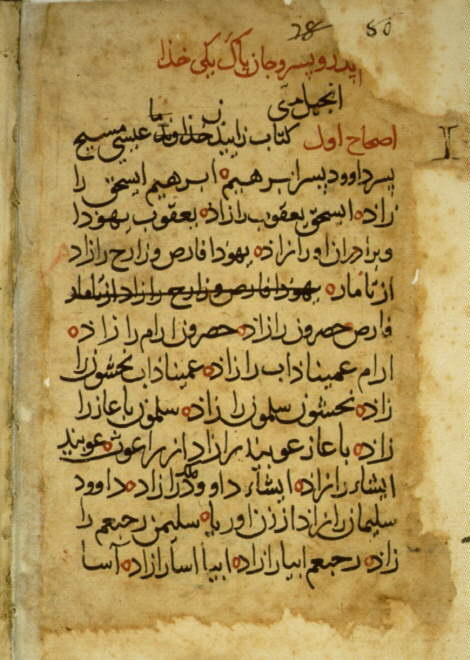
Evangelio de Mateo en persa, el primer manuscrito persa en ser incorporado a la Biblioteca Vaticana
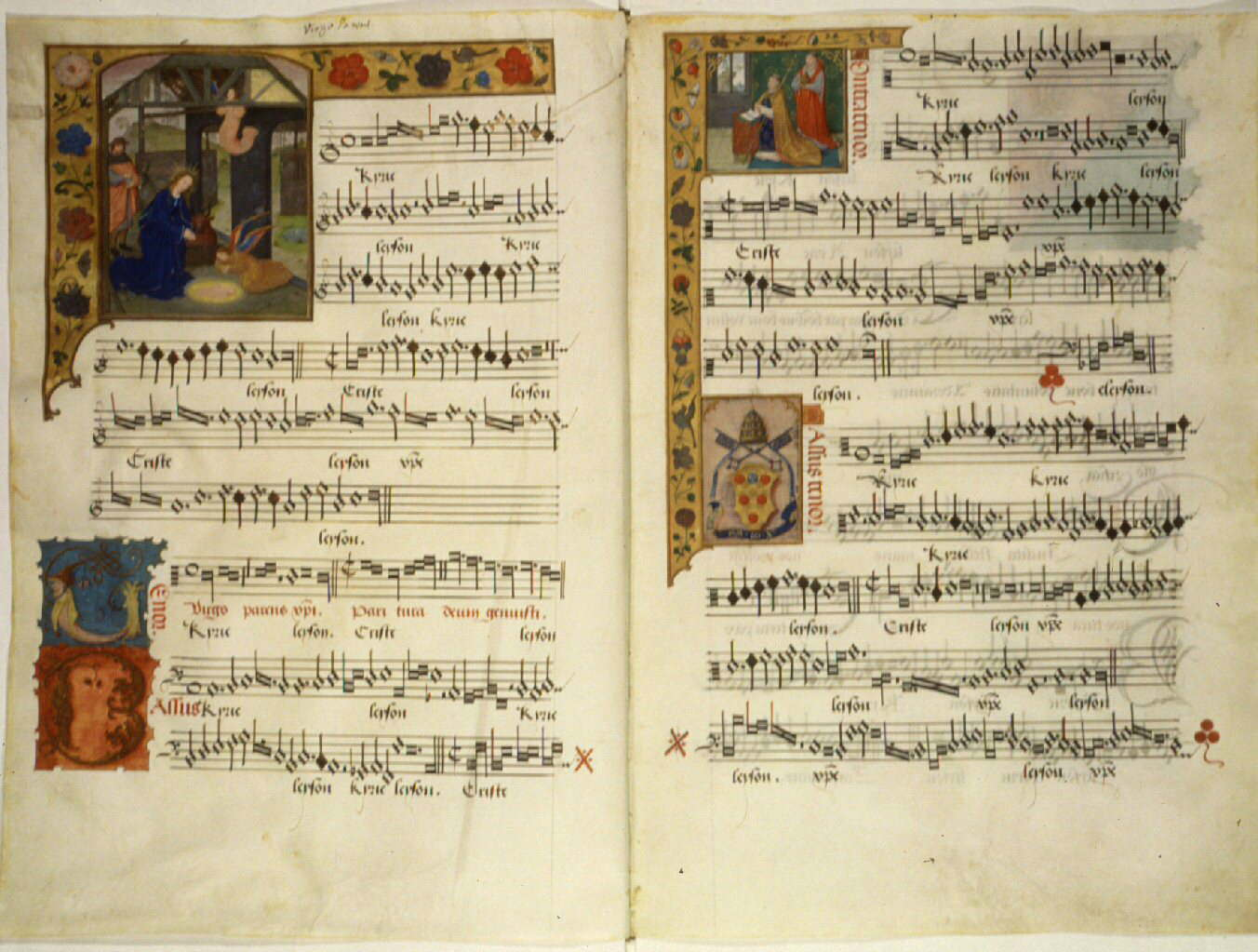
Página manuscrita de la "Kyrie" a cinco voces de la Missa Virgo Parens Christi de Jacques Barbireau
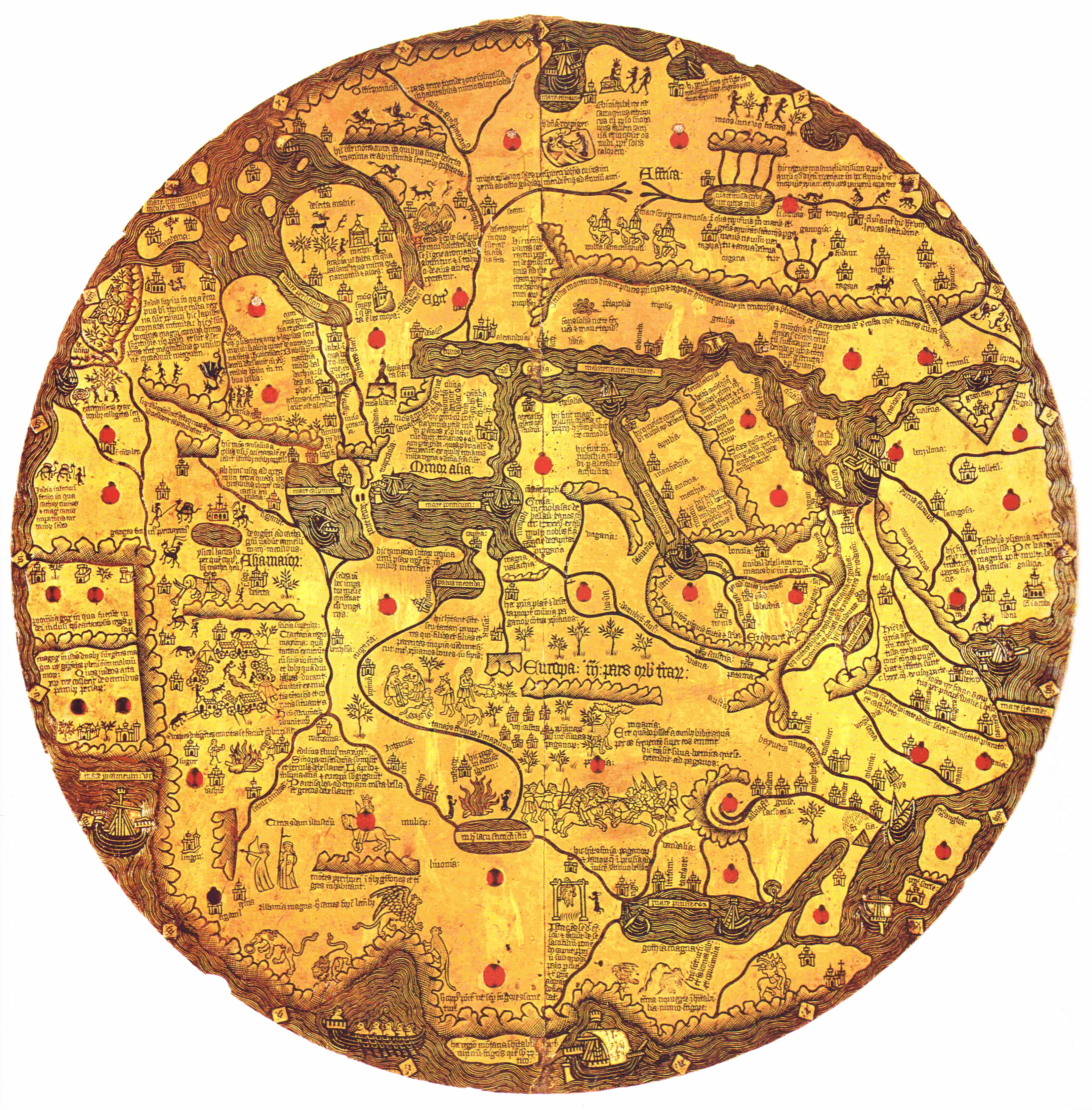
Mappamondo Borgiano, también denominado "Tavola di Velletri", consistente de dos tabletas de cobre (1430)
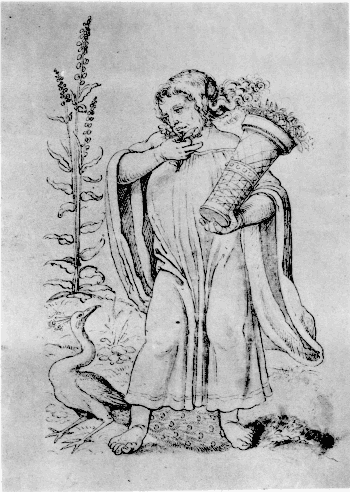
Mes de mayo de la Cronografía de 354 del calígrafo del siglo IV Filócalo
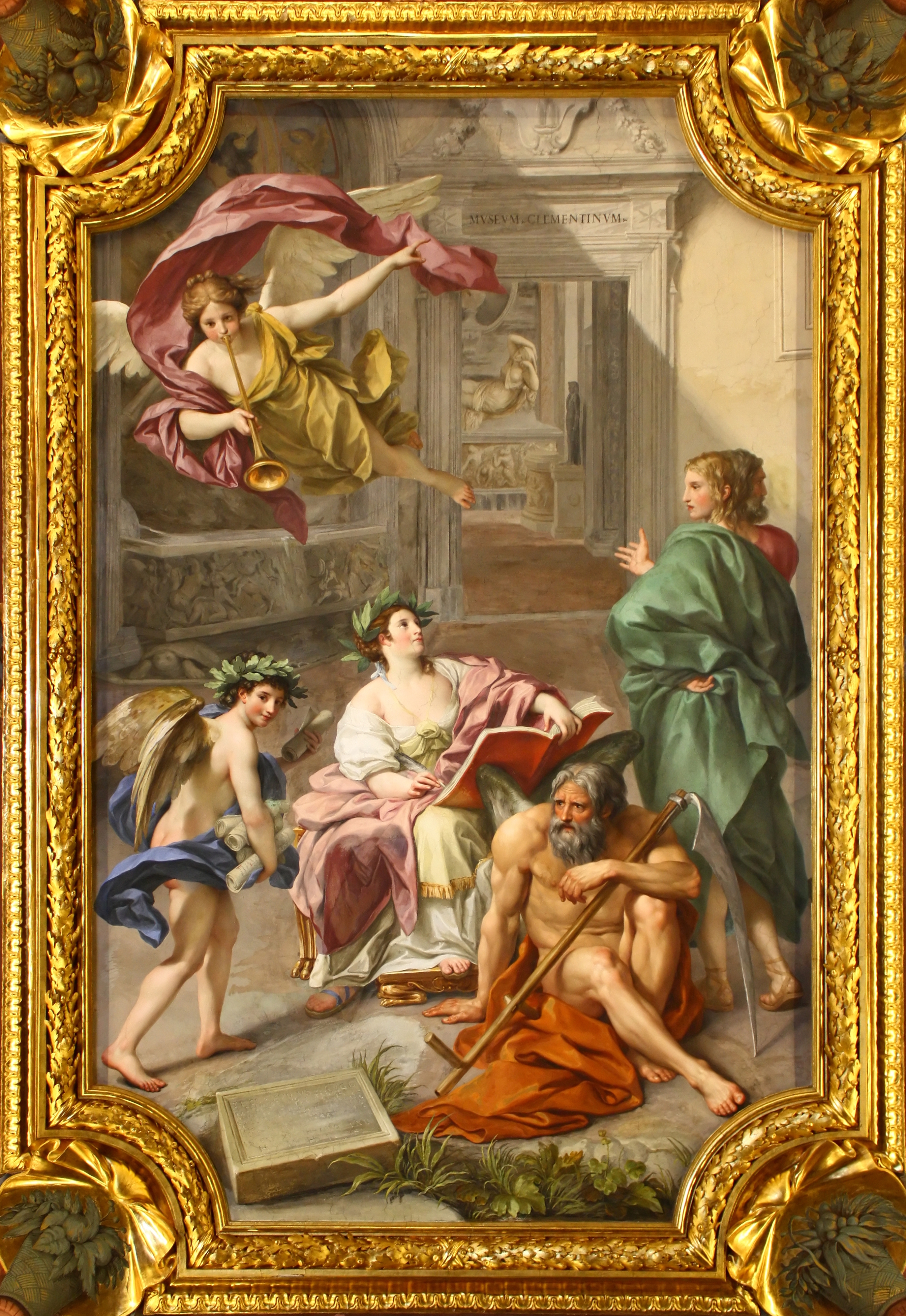
Anton Raphael Mengs, El Triunfo de la Historia sobre el Tiempo (Alegoría del Museo Clementinum), fresco en el techo de la Camera dei Papiri, Biblioteca Vaticana
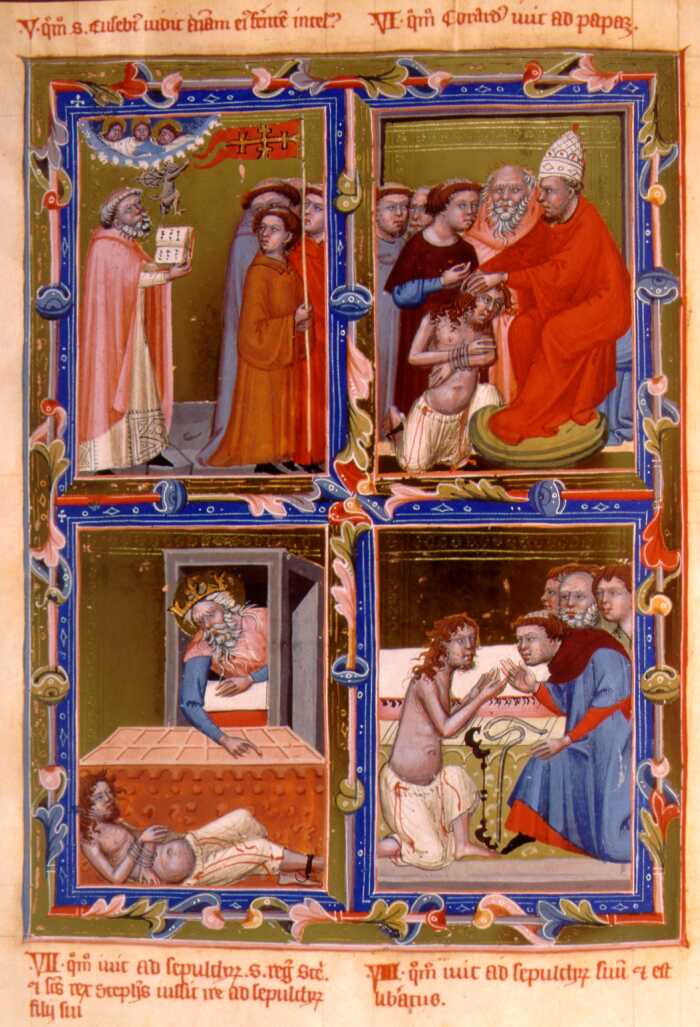
Manuscrito iluminado de la leyenda de San Emerich de Hungria, c. 1335
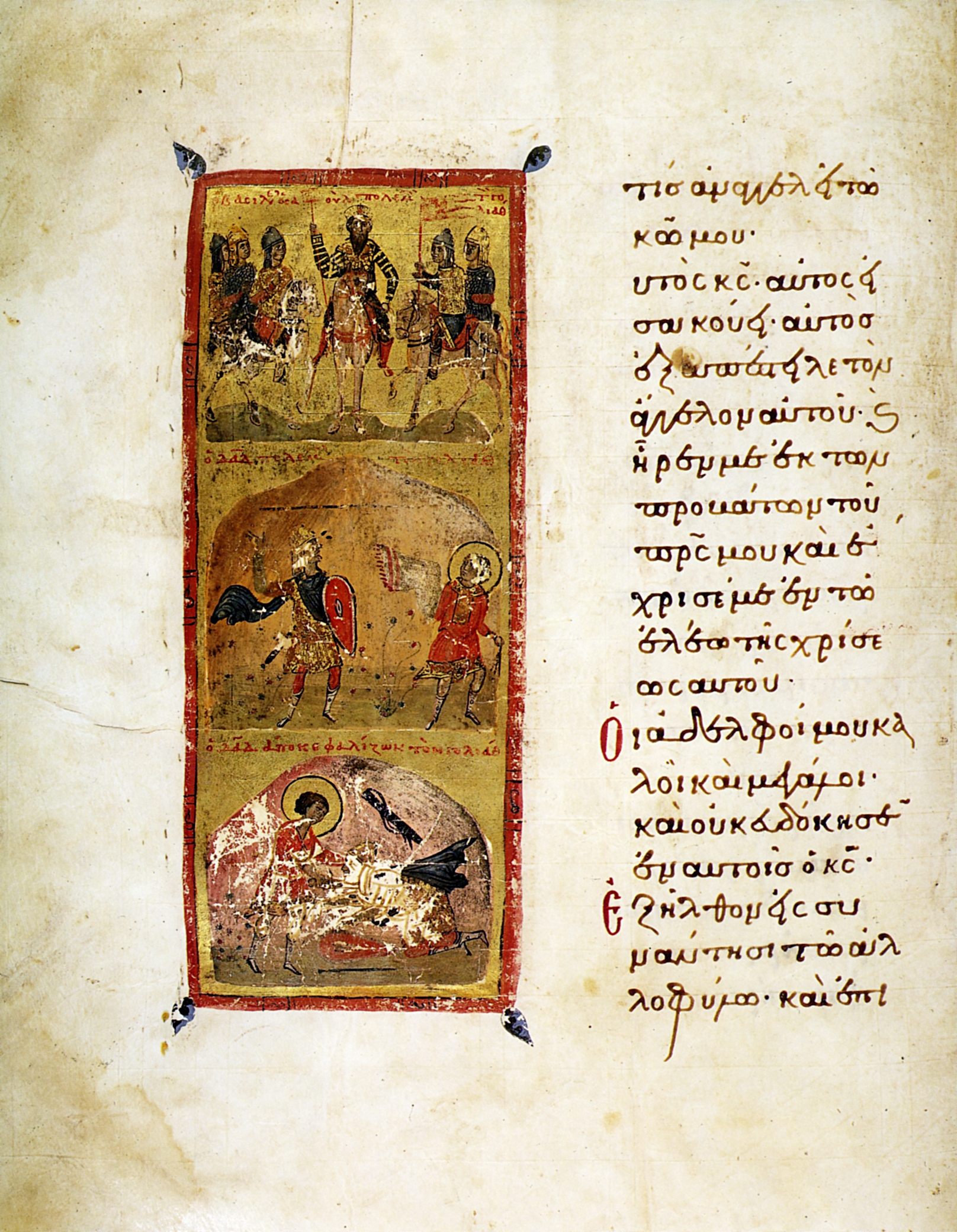
Batalla entre David y Goliat, Libro de Salmos, c. 1059
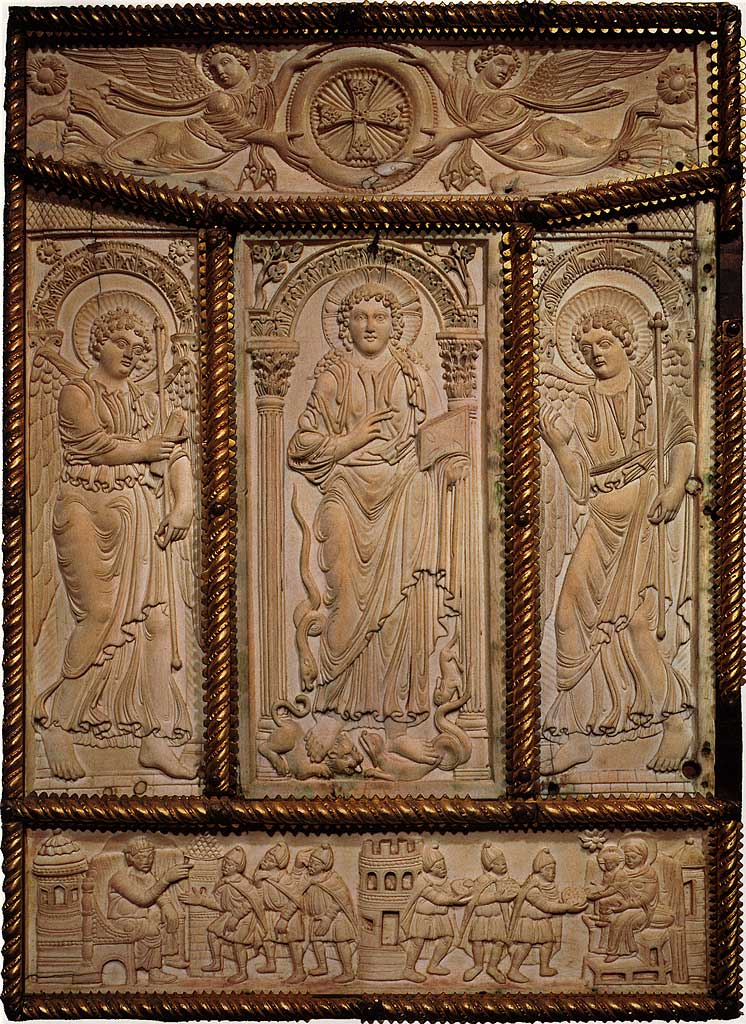
Paneles de marfil de la contratapa del Codex Aureus de Lorsch